# ヨスト・ヴァカーノ
ヨスト・ヴァカーノ（Jost Vacano, 1934年3月15日 - ）は、ドイツ・オスナブリュック出身の映画撮影監督。

## 略歴
1960年代からテレビの撮影に携わり、1970年代に入ってポール・ヴァーホーヴェン監督作品などの撮影を手がけるようになる。1981年の『U・ボート』でアカデミー撮影賞にノミネートされた。

## 主な作品
- 娼婦ケティ Keetje Tippel (1975)
- 女王陛下の戦士 Soldaat van Oranje (1977)
- SPETTERS/スペッターズ Spetters (1980)
- U・ボート Das Boot (1981)
- ネバーエンディング・ストーリー Die Unendliche Geschichte (1984)
- デス・ポイント/非情の罠 52 Pick-Up (1986)
- ロボコップ RoboCop (1987)
- トータル・リコール Total Recall (1990)
- 忘れられない人 Untamed Heart (1993)
- ショーガール Showgirls (1995)
- スターシップ・トゥルーパーズ Starship Troopers (1997)
- インビジブル Hollow Man (2000)